# Dinamo-Juniors Ryga
Dinamo-Juniors Ryga (łot. Dinamo-Juniors Rīga) – łotewski klub hokeja na lodzie z siedzibą w Rydze.

## Historia
Klub założono w 1999 jako SK Ryga 20 (rozgrywał on mecze w roli gospodarza na lodowisku Rīgas Sporta. Od 2004 występował w łotewskich rozgrywkach Samsung Premjerliga. Kadra zespołu składała się głównie z reprezentantów Łotwy do lat 20, która tym samym w rozgrywkach ligowych przygotowywała się do startów w międzynarodowych zawodach. W 2007 drużyna przeniosła się na obiekt Akadēmijas ledus halle i przemianowała nazwę na SK LSPA/Ryga. Do 2008 szkoleniowcem drużyny był Oleg Znarok. Po nim funkcję przejął Wiaczesław Nazarow. Latem 2009 zespół został wcielony do struktury klubu Dinamo Ryga, występującego w rosyjskich rozgrywkach KHL, od tego czasu działa jako jego drużyna farmerska. Do utworzonej wtedy drużyny Dinamo-Juniors Ryga przeszli wówczas zawodnicy zlikwidowanego zespołu HK Riga 2000, który dotąd był farmą dla Dinama Ryga. Od 2009 trenerem drużyny był Leonīds Beresņevs. Prezesem klubu był Normunds Sējējs. W sezonie 2009/2010 ekipa występowała w ekstralidze białoruskiej.

## Sukcesy
- Złoty medal mistrzostw Łotwy: 2010
- Srebrny medal mistrzostw Łotwy: 2013